# William Moraley
William Moraley (25 février 1699 - 19 janvier 1762) est un citoyen britannique qui émigra à Philadelphie (Pennsylvanie) en 1729 comme serviteur sous contrat. Dans son autobiographie, The Infortunate: The Voyage And Adventures Of William Moraley, An Indentured Servant, à l'origine publié en 1743, Moraley donne une autre vision de l'Amérique coloniale, en commentant la vie des esclaves, des hommes et femmes engagés comme serviteurs et des Amérindiens, des sujets rarement évoqués par les autres écrivains de son époque.

## Biographie
Le livre est étudié en cours d’histoire à l'université pour mettre en avant le contraste entre les vies des riches propriétaires terriens et  personnages gouvernementaux et celles des gens du peuple. Son étude se fait souvent en parallèle avec l'étude de l'Autobiographie de Benjamin Franklin. Moraley décrit la faune et la flore, la vie en général comme un roturier le ferait, dans un langage dépourvu d'ésotérisme et faisant montre de peu de souci pour les détails scientifiques.
Une édition de ce livre a été publiée en 1992, éditée par Susan E. Klepp et Billy G. Smith, et pourvue d'une introduction apportant des indications biographiques, ainsi qu'un commentaire sur le contraste entre l’œuvre de Moraley et de celle des autres auteurs de l'époque. 

## Sources
- The Infortunate: The Voyage And Adventures Of William Moraley, An Indentured Servant, par William Moraley, édité avec une introduction de Susan E. Klepp et Billy Gordon Smith